# Zbigniew Preisner
Zbigniew Preisner, född som Zbigniew Antoni Kowalski den 20 maj 1955 i Bielsko-Biała, är en polsk tonsättare.
Han är mest känd för musik till Krzysztof Kieślowskis filmer, bland andra trilogin Trois couleurs: Frihet - den blå filmen, Den vita filmen, Den röda filmen samt Veronikas dubbelliv (Double vie de Véronique). En del av hans musik är enligt filmerna komponerade av den fiktive nederländske 1700-talskompositören Van den Budenmayer.
Preisner är självlärd som kompositör. Han är influerad av nyromantikens musik och i synnerhet av Paganini och Jean Sibelius. Preisner betonar vikten av melodier i musik, modern musik utan melodi betraktar han som artificiell musik.
Zbigniew Preisner är erkänd som en av de främsta filmmusikkompositörerna i sin generation. I mitten av 1980-talet inledde han ett långt och framgångsrikt samarbete med Krzysztof Kieślowski. Det stora genombrottet kom med musiken till Veronikas dubbelliv 1991. Som filmmusikkompositör deltar han ofta vid såväl manusets tillkomst som klippningen av filmen, även om han också har skrivit musik till färdiga filmer. Han har även skrivit musik till filmer av bland andra Louis Malle, Agnieszka Holland och Antoni Krauze.
Requiem for my friend från 1998 var Preisner första större verk som inte var skriven för film. Den är tillägnad Krzysztof Kieślowski som oväntat avled 1996.

## Verk

### Orkesterverk
- Requiem for my friend, 1998
- Silence, Night and Dreams, 2007

### Musik för soloinstrument
- 10 Easy Pieces for Piano, 1999

## Filmmusik i urval
- Prognoza progody, 1981
- En liten film om konsten att döda, 1988
- En liten film om kärlek, 1988
- Dekalogen, 1988-89
- Europa, Europa, 1990
- Veronikas dubbelliv, 1991
- Olivier, Olivier, 1992
- Frihet - den blå filmen, 1993
- Den hemlighetsfulla trädgården, 1993
- Den vita filmen, 1994
- Den röda filmen, 1994
- Julipassionen, 1995
- Ön i Fågelgatan, 1997
- Aberdeen, 2000
- It's All About Love, 2003
- Skyggenes dal, 2017

## Diskografi
- Preisner's Music 1995
- Requiem for my friend 1998
- 10 Easy Pieces for Piano 2000
- Silence, Night and Dreams 2007
- Danse Macabre 2010
- Moje Koledy 2010